# Крушинский, Андрей Андреевич
Андре́й Андре́евич Круши́нский (25 сентября 1953, Москва) – советский и российский синолог, историк китайской философии. Кандидат исторических наук, доктор философских наук.

## Биография
В 1975 окончил ИСАА при МГУ.  С 1983 на научной работе в ИВАН (ныне ИВ РАН), старший научный сотрудник (1993). Основное направление исследований - логика и ицзинистика в древнем Китае. Ряд публикаций учёного является результатом совместной работы с известным отечественным китаистом  А. М. Карапетьянцем. С ицзинистикой Крушинский познакомился с помощью профессора Фуданьского университета Ши Чжунляня, а также благодаря исследователю «И» Пань Юйтину, представителю комментаторской традиции учения «о образах и числах» («сян шу»). В 1983 году Крушинский защитил кандидатскую диссертацию: Социально-филос. воззрения Янь Фу (1854- 1921) и их интерпретации в КНР. М., 1983; Автореферат. М., 1983; В 2006 году защитил докторскую диссертацию: Логика древнего Китая. М., 2006. А.А. Крушинский является главой «Российского общества изучения "И цзина", представляющего собой Российский филиал «Международного общества по изучению "И цзина".

## Основные работы
- Онтология Гунсунь Луна // 16-я НК ОГК. Ч. 1. М., 1985;
- Китайский язык и западные теории // 17-я НК ОГК. Ч. 1. М., 1986;
- Трактовка личности и творчества Янь Фу в историографии КНР // Обществ, науки в КНР. М., 1986;
- Имена и реалии в древнекитайской логике и методологии (Обзор) // Совр. историко-науч. исследования: наука в традиционном Китае. М., 1987; Понятие "свобода" у Янь Фу // Общественно-политическая мысль в Китае. М., 1988;
- Теоретико-категорный подход к семантике китайских классических текстов // 19-я Научная конференция «Общество и государство в Китае». Ч. 1. М., 1988;
- Творчество Янь Фу и проблема перевода. М., 1989;
- Древнекитайская логика: формальная реконструкция одной характерной схемы вывода // 22-я Научная конференция «Общество и государство в Китае». Ч. 1. М., 1991;
- Отношение к Западу позднего Янь Фу // 23-я Научная конференция «Общество и государство в Китае».  Ч. 2. М., 1992;
- Начертательность древнекитайской логики // 24-я Научная конференция «Общество и государство в Китае». Ч. 1. М., 1993.
- Математичность ицзинистики. // Двадцать шестая научная конференция «Общество и государство в Китае». Тезисы и доклады. М.: 1995. — 264- 280.
- Гематрия и обобщение в логике древнего Китая // Смирновские чтения: 2-я Международная конференция. М., 1999, с. 165-166.
- Логика «И цзина». Дедукция в древнем Китае. М., 1999.
- Логика китайского триадического вывода.// Стили в математике: социокультурная философия математики. Сб. статей под ред. А.Г. Барабашева. СПб., 1999.
- Гексаграммы и обобщение. // Математика и опыт. Сб. статей под ред. А.Г. Барабашева. М., 2003, с.288-312.
- Логика образования понятий в древнем Китае. // Восток. 2006.№ 5. С. 5-22.
- Язык и мышление в древнем Китае // Вопросы философии. М., 2007. № 5. С.99-111.
- Рассуждение по образцу и политическое предвидение в китайской интеллектуальной традиции // Проблемы Дальнего Востока. 2008. № 4. С. 157-168.
- Проблема существования в контексте китайской категориальности // XVII Всероссийская конференция «Философия Восточно-азиатского региона и современная цивилизация» (Москва,23-24 мая 2011 г.) // Информационные материалы. Серия Г. Выпуск 18. М., 2013. С. 49-54.
- К проблеме древнекитайской логики: исторический перелом и ретроспектива // Проблемы Дальнего Востока. 2015. № 2. С. 123-133.
- Исследования логической мысли Древнего Китая: тупики и выходы. Часть I. Историография проблемы // Вопросы философии № 4. 2015.
- Исследования логической мысли Древнего Китая: тупики и выходы. Часть II. Логика «И-цзина»  // Вопросы философии № 10. 2015. С.163-180
- Библейский Шестоднев и гексаграммная схема // Ежегодная богословская конференция Православного Свято-Тихоновского гуманитарного университета. 2007. Т. 1. № 17. С. 187-191.